# صاریغ پشمالوی دربی
صاریغ پشمالوی دربی (نام علمی: Caluromys derbianus) نام یک گونه از تیره صاریغ است.